# Cluthia cluthae
Cluthia cluthae är en kräftdjursart som först beskrevs av Brady, Crosskey och D. Robertson 1874.  Cluthia cluthae ingår i släktet Cluthia och familjen Leptocytheridae. Inga underarter finns listade i Catalogue of Life.